# Orthocarpus tenuifolius
Orthocarpus tenuifolius är en snyltrotsväxtart som först beskrevs av Frederick Traugott Pursh, och fick sitt nu gällande namn av George Bentham. Orthocarpus tenuifolius ingår i släktet Orthocarpus och familjen snyltrotsväxter. Inga underarter finns listade i Catalogue of Life.

## Bildgalleri

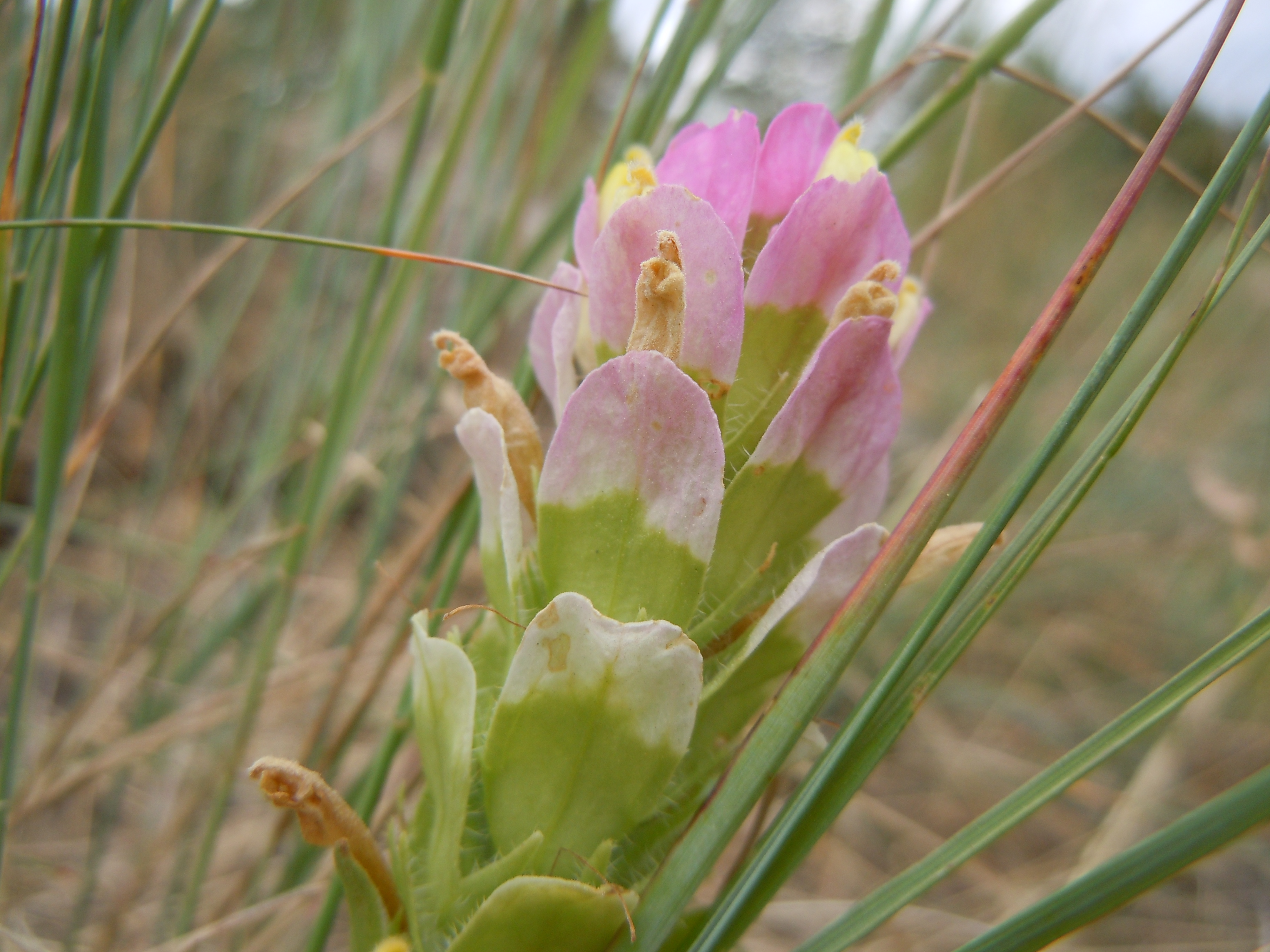
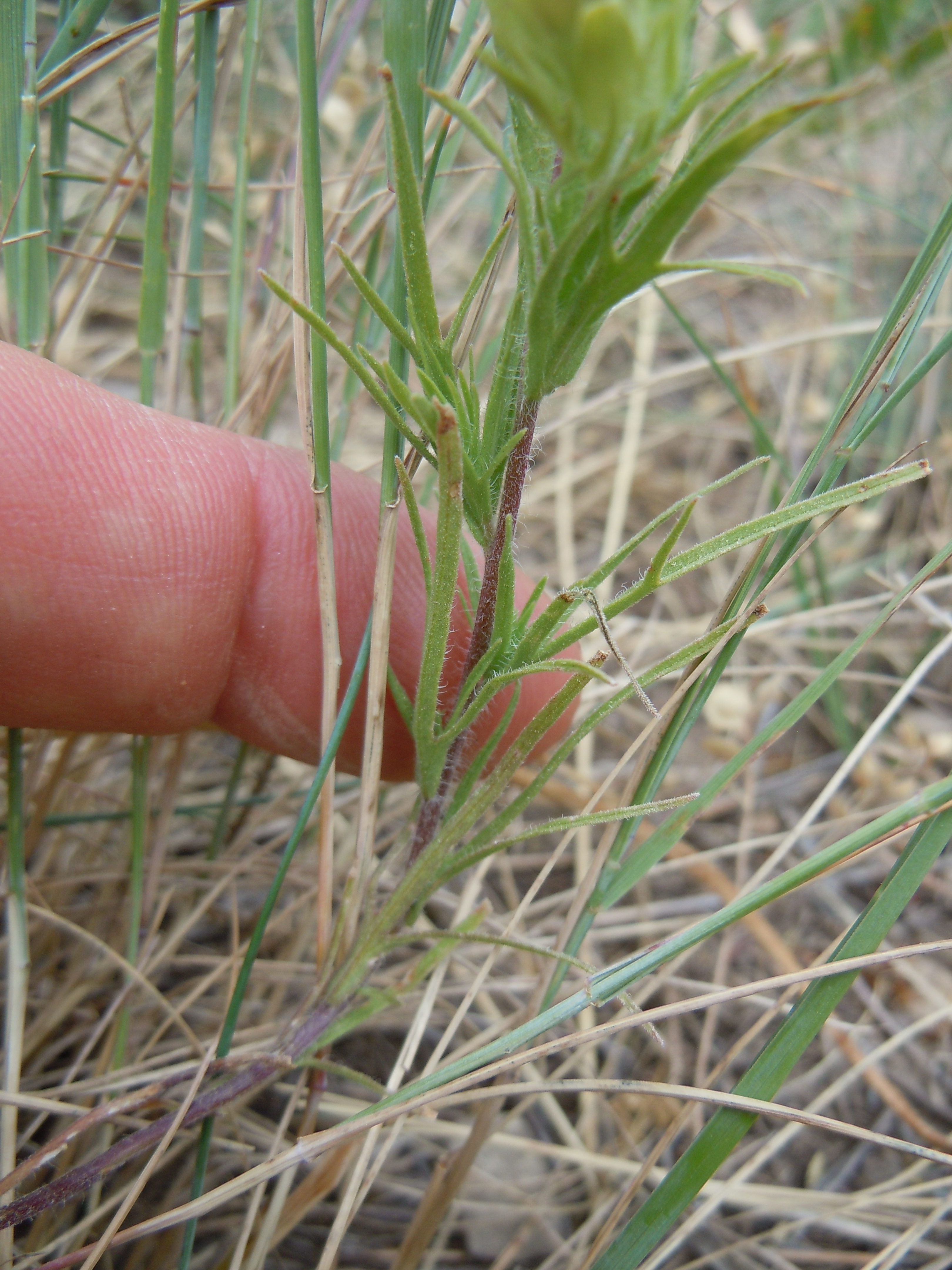
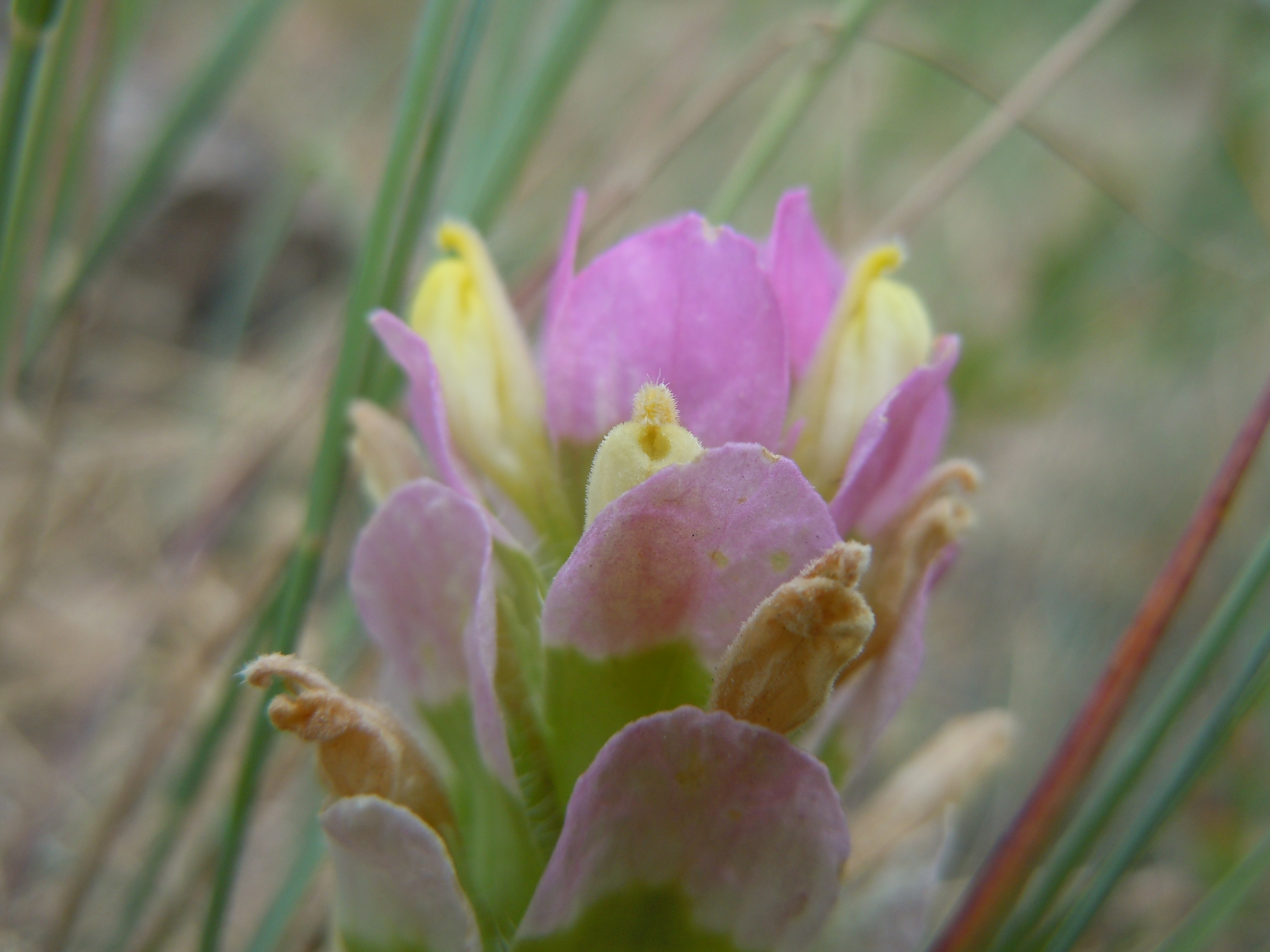
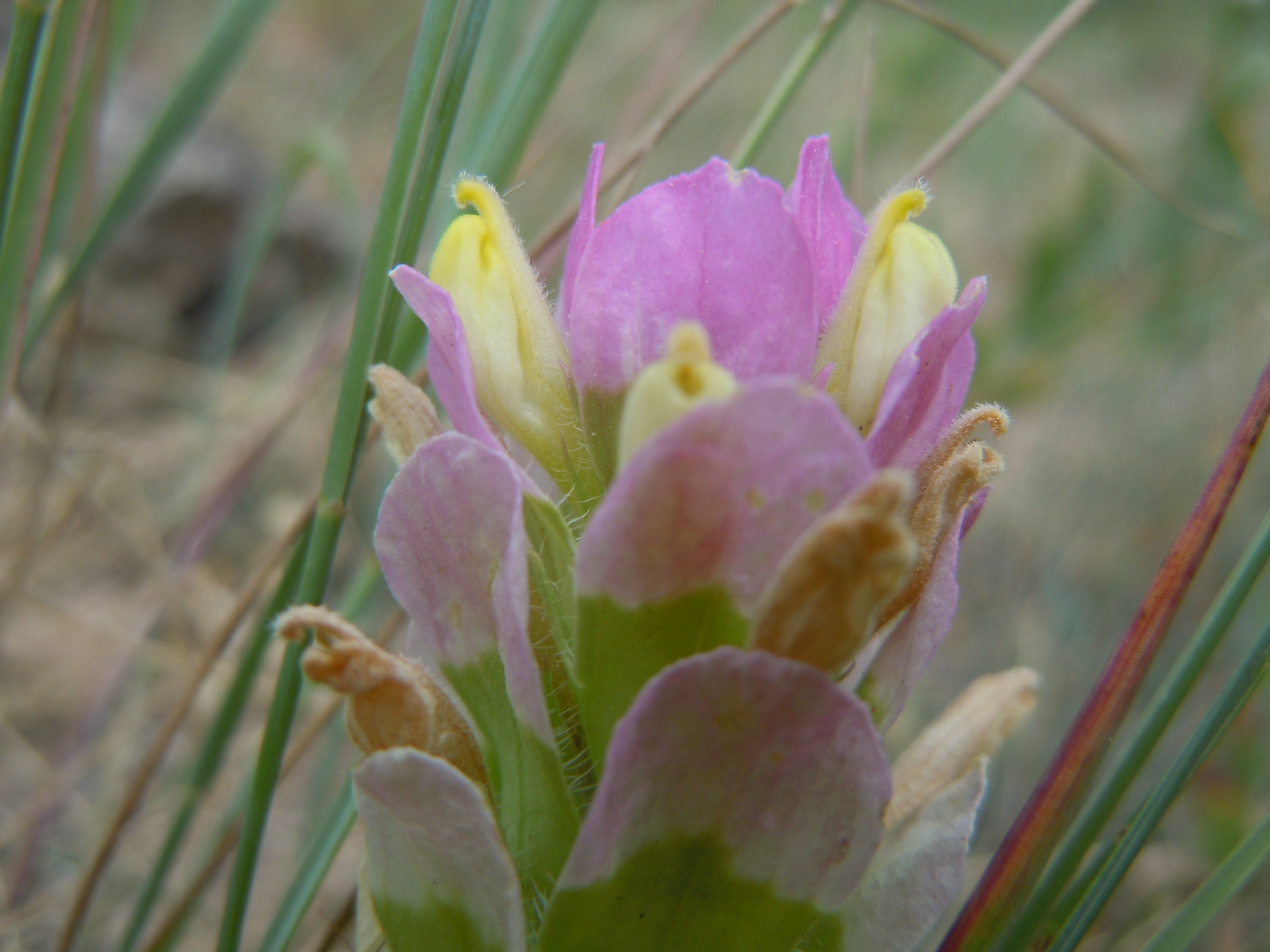